# Keizerskroon van Surakarta

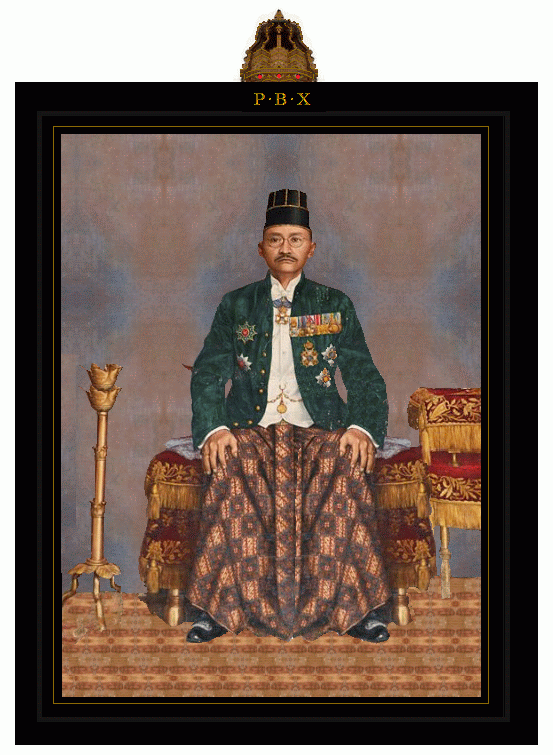
Staatsieportret van Pakoeboewono X van Soerakarta met op de lijst een afbeelding van de Keizerskroon van Soerakarta

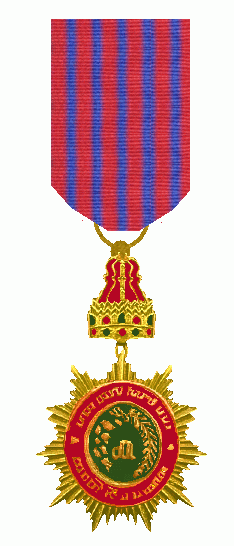
Onderscheiding met de Soerakartese keizerskroon

De Susuhunan van Surakarta bezit een keizerskroon die met robijnen of spinellen, saffieren en smaragden is versierd. De kroon bestaat uit een bewerkte en met edelstenen versierde ring en zes opstaande diademen.
De kroon is in de stijl van de oude hindoeïstische Javaanse hoven gesmeed. De voering is van rood fluweel. De zelfregerende susuhunans van Surakarta lieten de keizerskroon op orden en medailles en ook koetsen afbeelden. De kroon diende als verhoging voor een aantal van de Surakartese ridderorden zoals de Ster van Eer.
Het dragen van diademen en kronen komt in de gehele wereld voor. Dragers van hoge ambten benadrukken hiermee hun status. Op Java kende men kronen uit de hindoeïstische kunst waarop de goden met kronen worden afgebeeld. De gouden Soerakartese keizerskroon is geen Europese kroon van het gangbare type, een diadeem over de slapen met meerdere opstaande diademen die boven de kruin van het hoofd samenkomen. Het is meer gelijkend op een kroon uit voor-Indië.